# Якушев, Сергей Александрович
Сергей Александрович Якушев (31 марта 1880 — не ранее 1924) — русский морской офицер, капитан 2-го ранга. Участник русско-японской войны, Цусимского сражения. Участник Первой мировой войны. Командир эсминца «Жаркий». Участник Гражданской войны в России. Эвакуирован с Русской эскадрой в Бизерту.

## Биография
Родился 31 марта 1880 года, православный. На службе с 1898 года. Закончил Морской кадетский корпус в 1901 году, мичман (6.05.1901) произведен с назначением в Балтийский флот и зачислением в 15-й флотский экипаж. Плавал на броненосце «Генерал-адмирал Апраксин» (14.05 — 14.09.1901), транспорте «Бакан» (25.02 — 15.10.1902; 18.02 — 17.11.1903; 26.02 — 26.10.1904).
9 июня 1903 года зачислен в штурманские офицеры 2-го разряда (с 18.02.1903). Старший штурманский офицер броненосца «Адмирал Сенявин» (09.01 — 15.05.1905).
Участник русско-японской войны. 17 апреля 1905 года произведен в лейтенанты. Участник Цусимского сражения 14-15.05.1905, в японском плену. Прибыл из плена во Владивосток и отправился в Россию морем в начале января 1906 года.
26.02.1907 зачислен в запас флота по Петербургскому уезду. 02.04.1907 определён в службу. 03.04.1907 зачислен в 8-й флотский экипаж. Старший штурманский офицер крейсера «Аскольд» (04.09.1907 — 1908).
9 февраля 1908 года переведён в Черноморский флот. 11 февраля 1908 года зачислен в 29-й флотский экипаж. В плавании старшим штурманским офицером на линкоре «Пантелеймон» (03.03.1908 — 27.10.1909, с 27.03.1909 — флагманским штурманом штаба начальника Черноморского отряда). 26.06.1908 зачислен в штурманские офицеры 1-го разряда. Старший штурманский офицер минного заградителя «Дунай» (27.10.1909 — 15.03.1910), крейсера «Кагул» (14.04 — 07.07.1910), канонерской лодки «Запорожец» (07.07 — 15.08.1910). Слушатель АОК (27.09 — 13.12.1910), отчислен, не закончил. Вновь на «Кагуле» (20.01 — 07.05.1911). 10.04.1911 произведен в старшие лейтенанты. На канонерской лодке «Черноморец» (08 — 29.05.1911), на канонерской лодке «Терец» (1911). Старший офицер канонерской лодки «Запорожец» (08.07.1911, в плавании 21.07 — 12.11.1911), затем в плавании на «Терце» (12.11 — 28.12.1911). 08.01.1912 назначен и.д. старшего офицера, 26.11.1912 старший офицер «Терца». 13 января 1913 года назначен старшим офицером заградителя «Дунай» (в плавании 28.12.1912 — 04.03.1914). 17.02.1914 назначен временно командующим, 10.03.1914 командующим ЭМ «Жаркий». 6 апреля 1914 года был произведен в капитаны 2-го ранга. 14 апреля 1914 утверждён в должности командира эсминца «Жаркий». (в плавании 04.03 — 03.11.1914).
Участник Первой мировой войны. Капитан 1-го ранга В. В. Трубецкой командир 1-м дивизиона эсминцев 16 (29) октября 1914 года у Севастополя ради спасения минного заградителя «Прут» начал атаку на крейсер «Гёбен» (флаг на эсминце «Лейтенант Пущин», за ним «Жаркий», командир Якушев и «Живучий»), которая была отбита огнём «Гёбена». «Лейтенант Пущин» получил попадания, понёс потери. «Жаркий» повреждений не получил, Якушев награждён.
31 октября 1914 отчислен от должности по болезни. 11 ноября 1914 назначен начальником наблюдательного поста «Фиолент» Службы связи Чёрного моря. 19.11.1914 назначен 4-м младшим помощником капитана над Севастопольским портом. 12.12.1914 вновь назначен начальником поста «Фиолент». Комендант транспорта № 29 «Император Николай II» (28.05 — 02.06.1915). С 20.07.1915 находился в распоряжении командира Одесского военного порта, комендант пункта посадки в Одесском порту. 21 марта 1916 назначен командиром временного военного порта Поти. 18.04.1916 назначен командиром временного военного порта Новороссийск. 03.08.1916 отчислен от должности с назначением на транспортную флотилию. Комендант транспорта № 1 «Адмирал де-Рюйтер» (16.08 — 31.10.1916). 31 декабря 1916 назначен командиром временного военного порта Поти.
Участник Гражданской войны в России. Во ВСЮР и Русской Армии преподаватель Севастопольского морского кадетского корпуса. Участник Крымской эвакуации на транспорте Кронштадт вместе с семьёй. Эвакуирован с Русской эскадрой в Бизерту, на 23 ноября 1923 года командир 4-й роты кадетского корпуса. Исполняющий обязанности коменданта русского барачного лагеря Сфаят под Бизертой в 1923 году.
Дальнейшая судьба неизвестна.

## Награды
- орден Св. Анны 3-й степени (06.12.1911),
- орден Св. Станислава 2-й с мечами «за примерное мужество и отличное спокойствие, проявленные в бою с крейсером-дредноутом „Гебен“ 16-го октября» (14.11.1914, утв. 22.11.1914),
- орден Св. Анны 2-й степени (05.04.1916, утв. 03.08.1916).

## Семья
- жена — Серафима Алексеевна [ок. 1883], Раиса [ок. 1910], Вячеслав [ок. 1912][4].

## Примечание
1. 1 2  Волков С. В. Офицеры флота и морского ведомства. Опыт мартиролога.. — М.: Русский Путь, 2004. — С. 556. — 560 с.
2. ↑  Козлов Д. Ю. Минная атака князя В. В. Трубецкого на линейный крейсер «Гебен» 16 (29) октября 1914 г. // Военно-исторический журнал. — 2009. — № 7. — С.26-29.
3. ↑  Приказ командующего Черноморским флотом № 966 от 18-го августа 1916 года
4. 1 2  Составитель Плотто А. В. Бизерта – Люди Русской эскадры. — М.: Арт Волхонка, 2015. — 192 с. — ISBN 978-5-904508-88-7.